# Saint-Sauveur-la-Vallée
Saint-Sauveur-la-Vallée är en kommun i departementet Lot i regionen Occitanien i södra Frankrike. Kommunen ligger i kantonen Labastide-Murat som tillhör arrondissementet Gourdon. År 2018 hade Saint-Sauveur-la-Vallée 53 invånare.

## Befolkningsutveckling
Antalet invånare i kommunen Saint-Sauveur-la-Vallée
| Referens: INSEE |